# Campodalbero
Campodalbero è una frazione del comune di Crespadoro, in provincia di Vicenza. Situata nell'alta valle del Chiampo, nelle Prealpi vicentine al confine tra le province di Vicenza, Verona e Trento, la località è composta da undici caratteristiche borgate poste a diverse altitudini.

## Storia
Il territorio di Campodalbero, citato nei documenti storici anche come Campo Albaro, Campo de l'albero o Campo d'albero, risulta insediato già verso l'anno 1000, quando furono eseguiti disboscamenti da parte dei Cimbri, popolo di origine germanica che abitò stabilmente nella zona anche a seguito di accordi con Scaligeri e con la Serenissima Repubblica di Venezia per controllare la cosiddetta Via Vicentina che per secoli collegò Vicenza con Trento. Campodalbero fece parte del comune di Durlo a partire dal XIV secolo.
Il toponimo di Campodalbero è citato per la prima volta in un contratto di dote datato 20 novembre 1414, mentre altri documenti sono del 1490. A metà del XVI secolo furono censiti 107 abitanti suddivisi in 17 famiglie.
Nel 1815 il comune di Durlo con Campodalbero fu inglobato in quello di Crespadoro.
Per secoli il paese visse isolato con un'economia basata su pastorizia, agricoltura e selvicoltura: da quest'ultima si ricavava la legna per la produzione di carbone. Durante la prima guerra mondiale lo stretto sentiero che conduceva a Campodalbero fu allargato per agevolare il passaggio delle truppe militari italiane dirette al fronte.
Durante la seconda guerra mondiale, Campodalbero fu un attivo centro della Resistenza italiana. Le truppenaziifasciste compirono numerosi rastrellamenti antipartigiani del 1944, che causarono molte vittime nelle contrade della valle del Chiampo.

## Monumenti e luoghi d'interesse

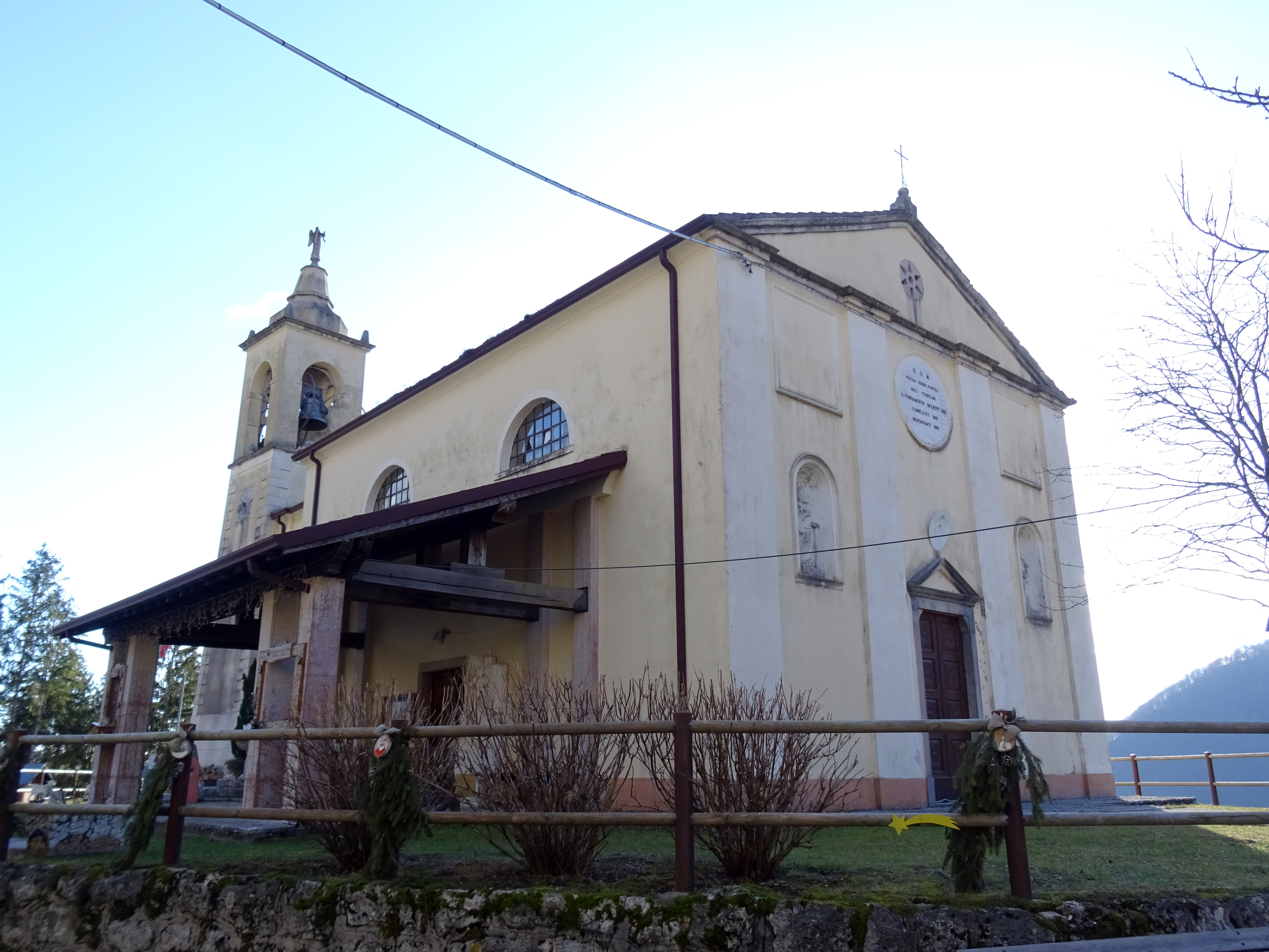
Chiesa di San Giovanni ante portam

La chiesa di San Giovanni ante portam latinam di Campodalbero, presente almeno dal 1621, ebbe la presenza stabile di un sacerdote dal 1686, la conservazione dell'Eucaristia dal 1822, il fonte battesimale e il cimitero dal 1855. Restaurata nel primo dopoguerra, divenne parrocchia a pieno titolo, separata da Durlo, con decreto del vescovo Rodolfi del 25 agosto 1942.
La frazione è composta da undici borgate: Lovati di Sopra e Lovati di Sotto, Graizzari di Sopra e Graizzari di Sotto, Riva, Langari, Rope, Zanconati, Bauci, Contrà Molino e Lovezzi.
Il rifugio Bepi Bertagnoli, situato a 1225 m s.l.m. all'interno del Parco naturale regionale della Lessinia, è la via d'accesso alla forcella del Mesole sulla Catena delle Tre Croci e al passo Scagina.